# Antifilosofia
Antifilosofia è un termine riferito non a una particolare dottrina ma a qualsiasi sistema di pensiero che opponga la singolarità della propria speculazione basata sull'esperienza alla categoria filosofica di verità. L'antifilosofia mette da parte la teoria e privilegia la pratica, critica le interpretazioni della realtà a priori che prescindono dall'esperienza, e considera, nell'ambito della psicanalisi, le questioni filosofiche come malintesi da dissolvere a scopo terapeutico .
L'antifilosofia affonda le sue radici nel periodo del positivismo del secolo XIX con l'esaltazione della scienza vista in contrapposizione alla metafisica: «il metodo scientifico avrebbe dovuto sostituire la metafisica nella storia del pensiero».

## Antifilosofia come storia
La storia, per Eugenio Garin, è la soluzione delle critiche mosse dall'antifilosofia alle astratte teorie filosofiche:
È questa la lezione che Garin eredita da Wilhelm Dilthey sul rifiuto delle astrattezza metafisiche e che riporta in primo piano il principio vichiano del «verum et factum convertuntur» .
Quindi, non storia della filosofia come filosofia poiché allora lo storico non sarebbe altro che un testimone che riferisce di una Verità universale mentre egli deve essere autore di una critica che interpreti quale risposte ha dato la storia alle domande del pensiero.
La storia come filosofia e questa, a sua volta, ridotta a storia senza «complessi di inferiorità» .
Secondo Enzo Paci il contrasto tra filosofia e antifilosofia, tra storia e analisi teorica si sviluppa tra gli intellettuali italiani nel secondo dopoguerra nell'ambito del neopositivismo e nell'esistenzialismo di Karl Jaspers, critico della «ingenuità filosofica» .
La tesi di Garin della storia come problema filosofico deve essere però completata, secondo Enzo Paci, dall'attenzione ininterrotta agli eventi e all'esperienza.
Per Mario Dal Pra il rapporto storia-filosofia non può mettere da parte l'analisi teoretica che si deve adottare nella considerazione della dialettica tra ragione e sviluppo storico.

## L'antifilosofia secondo Alain Badiou
Per Alain Badiou l'antifilosofia si compone di tre operazioni:
1. Una critica linguistica e logica dell'affermazione filosofica. Occorre deporre la categoria di verità, che rappresenta il tentativo della filosofia di costituirsi come teoria. Per questo l'antifilosofia attinge spesso dalle stesse risorse che sfruttano i sofisti.
2. Il riconoscimento del fatto che la filosofia, in ultima istanza, non può essere ridotta alla sua esteriorità teoretica. La filosofia è un atto di propaganda che utilizza la verità come abito.
3. L'appello per un atto radicalmente nuovo, che se venisse chiamato filosofico creerebbe un equivoco. Per questo dovrà essere più onestamente definito sovra-filosofico o a-filosofico. Questo atto inedito distrugge l'atto filosofico, mettendone in luce il carattere dannoso. In questo senso l'antifilosofia agisce come una terapia.

Badiou cita alcuni grandi anti-filosofi della storia: Pascal (contro Cartesio), Rousseau (contro Voltaire e Hume), Kierkegaard (contro Hegel). Tra i più recenti cita Nietzsche, Wittgenstein e - in una certa misura - Lacan.

## L'antifilosofia secondo Boris Groys
Per Boris Groys l'antifilosofia nasce con Marx e Kierkegaard per contrastare l'atteggiamento passivo e consumistico della filosofia nei confronti della verità.
L'atteggiamento antifilosofico richiede che l'azione preceda il manifestarsi della verità.
Tra gli anti-filosofi analizzati da Groys, oltre ai già citati, compaiono Heidegger, Derrida, Benjamin, Bulgakov e Wagner.